# Vídeo viral
Un vídeo viral és una gravació que aconsegueix difondre's a través d'Internet en un breu període, ja sigui via missatgeria instantània, xarxes socials, videoblogs o pàgines web (en els seus orígens, també via correu electrònic) i que sovint acaba també recollida pels mitjans de comunicació generalistes i genera debats socials. El procés de difusió d'aquests vídeos, també aplicat a missatges o fotografies via canals de microblogging com X (abans Twitter), rep el nom de viralització.
Gràcies a la proliferació de nous mitjans de comunicació i de xarxes com Instagram i TikTok, s'han convertit en un recurs habitual que utilitzen els creadors de contingut digital. A més, els vídeos virals no només són un fenomen social, sinó també una eina de màrqueting de gran èxit.

## Història
L'inici del concepte de vídeo viral va aparèixer el 1996, amb la presentació del servei electrònic Hotmail. Gràcies a aquest servei, va començar l'expansió de vídeos curiosos o divertits que aconseguien que es creessin cadenes de missatge entre milers de persones. Durant aquest temps van aparèixer vídeos com The Spirit of Christmas l'any 1995 o Baby Dancing el 1996, i curiosament aquest últim era una creació d'un treballador de LucasArts i es tractava d'una prova d'animació en 3D. Aquests dos van ser els vídeos més reenviats durant aquesta primera etapa. Però el gran salt del vídeo viral es va produir amb la creació de portals de vídeos com YouTube l'any 2005. YouTube va ser l'explosió del sector de vídeos virals, ja que tothom tenia la possibilitat de pujar el seu vídeo y mostrar-ho a la comunitat d'espectadors que tenia la web. Gràcies a aquesta plataforma van aparèixer vídeos com Numa Numa Danc" (2006) o Gangnam Style (2012).

## Evolució del fenomen dels vídeos virals
Amb el pas del temps, el concepte de vídeo viral ha evolucionat gràcies a la creació de noves plataformes i a la diversificació del contingut. Aplicacions com TikTok, que prioritzen els vídeos curts i atractius, han redefinit el format i el ritme amb què es viralitzen aquests vídeos. Aquestes plataformes inclouen algoritmes que amplifiquen el contingut popular en funció de la interacció, cosa que facilita una viralització encara més ràpida. Altres xarxes com Instagram i Snapchat han integrat funcions per compartir contingut efímer, com les stories, que també poden contribuir a la propagació de vídeos virals.

## Característiques
Segons Kevin Allocca, la característica bàsica per la qual un vídeo es converteix en viral necessita que sigui divertit. La gran majoria de vídeos esdevenen en virals si tenen gràcia o passa algun fet curiós. Aquesta és la característica més clara i coneguda de fenomen viral, però en l'actualitat és un concepte tan comú que fins i tot tenim vídeos publicitaris que parlen d'aquest.
El més difícil de tot és arribar a un nombrós sector de la població perquè aquest el mostri a altres persones i així formar una cadena. Així que Kevin Allocca, com a YouTube Trend Manager es basa en personatges d'interès públic com a megàfons o "tastemakers" per a la població. Un vídeo pot estar pujat des del 2006, però no arribarà a la multitud fins que una figura coneguda per la societat no ho senyali. En l'actualitat mitjançant les xarxes socials com Facebook o Twitter el concepte de "vídeo viral" està cada vegada més present, i és gràcies a persones famoses que la gran majoria de vídeos es fan coneguts al món.
Els vídeos virals no sempre són simples vídeos amateur que han fet furor a la xarxa, sinó que poden ser estratègies de màrqueting viral de petites empreses, ja que és una pràctica de publicitat infinitament menys costosa que la publicitat tradicional. Un dels exemples més clars de publicitat viral fou el vídeo "First Kiss" (2014), una campanya de la cadena de botigues de roba Wren en el qual diversos desconeguts es posen davant de les càmeres i es besen. El vídeo es va fer viral ràpidament en forma d'experiment social, però ràpidament es va conèixer que era una publicitat de la marca de roba. Però aquest màrqueting no se centra només en productes o empreses, sinó que va més enllà. En les eleccions americanes l'any 2008, durant la candidatura i precandidatura de Barack Obama es va utilitzar el fenomen de màrqueting viral com a estratègia de comunicació.